# Cinnamomum

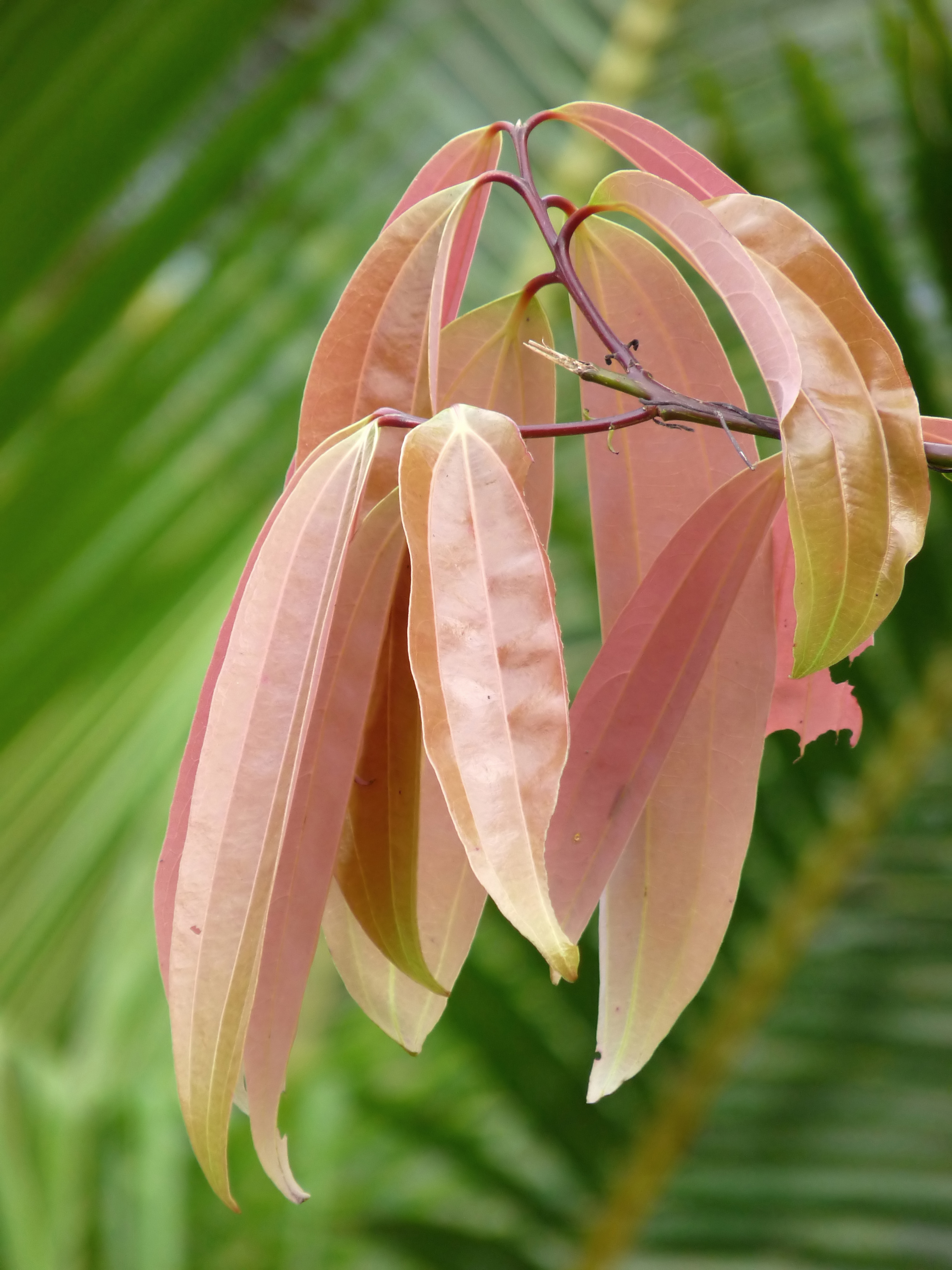
Folhas juvenis de Cinnamomum tamala (Kerala, Índia).

Cinnamomum é um género de plantas com flor pertencente à família Lauraceae, que agrupa árvores e arbustos (microfanerófitos e mesofanerófitos), perenes e aromáticos. As espécies de Cinnamomum apresentam um elevado teor de óleos aromáticos nas folhas e ritidoma (casca), particularmente nos ramos juvenis. A género agrupa cerca de 300 espécies (250 a 370 espécies), distribuídas pelas regiões tropicais e subtropicais da América do Norte, América Central, América do Sul, Ásia, Oceania e Australásia. Várias espécies do género, com destaque para C. verum, são cultivadas para produção de canela e cânfora.

## Descrição
Este género de Lauraceae compreende mais de 270 espécies de árvores ou arbustos de pequeno a médio porte, hermafroditas, na maioria aromáticos. Algumas árvores produzem brotos anuais longos. A maioria das espécies apresenta um odor distinto, reconhecível como próximo da canela e da cânfora.
As espécies do género Cinnamomum apresentam filotaxia caracterizada por folhas alternas (nas espécies neotropicais) ou opostas. As folhas são ovadas-elípticas, frequentemente (sub)-triplinérveas, grossas, coreáceas, de coloração verde escuro, tipo lauróide. As folhas laurófilas ou lauróides são caracterizadas por uma camada espessa de cera, o que lhes confere uma aparência lustrosa, e uma forma oval-elíptica afilada, terminando numa ponta que forma um "mucrão apical", uma ponta do gotejamento que permite que as folhas vertam a água que as recubra em situações de elevada humidade relativa do ar, permitindo assim a respiração da planta. As margens foliares são inteiras ou ocasionalmente repandadas, com vértices agudos e bases amplamente cuneiformes a arredondadas. As superfícies superiores das folhas são verde brilhante a verde-amarelado, enquanto os lados inferiores são opacas e de cor mais clara. Folhas maduras são verde escuro. As folhas jovens são castanho-avermelhadas a amareladas-avermelhadas. As folhas são glabras em ambas as superfícies ou escassamente puberulentas na face inferior somente quando jovens. As folhas são na maior parte triplinérveas ou às vezes discretamente pentanérveas, com a nervura central conspícua em ambas as faces. As axilas das nervuras laterais e as venações são notoriamente boleadas na superfície superior e em forma de cúpula. Os botões terminais apresentam pérula, um invólucro escamoso que os protege (são perulados).
As flores ocorrem em panículas axilares com 3.5–7 cm de comprimento. Todas as espécies são monóicas, com flores hermafroditas, branco-esverdeadas, brancas ou branco-amareladas, glabras, ou ligeiramente pubescentes e de cor creme a castanho-amarelado. A maioria das flores são pequenas. O perianto é glabro ou ligeiramente pubescente no exterior e densamente pubescente por dentro. A flor tem 6 tépalas, iguais, erectas na ânteses, com 9 estames, tetraloculares, os 6 exteriores com lóculos introrsos, os 3 internos com lóculos extrorso-latrorsos, 3 estaminódios, com ápice sagitado-cordado.
O fruto é uma baga (drupa) ovada, elipsoidal ou subglobosa, inserida num perianto cupuliforme, pouco profundo, com as tépalas frequentemente persistentes e aderentes à base do fruto. O fruto tem coloração negro-púrpura quando maduro.
Todas as espécies testadas são diploides, com um número cromossómico n=24.
Entre as espécies mais conhecidas de Cinnamomum incluem-se a principal espécie produtora de canela, Cinnamomum verum, a canela-bastarda (Cinnamomum cassia), a canforeira (Cinnamomum camphora) e a canela-de-saigão (Cinnamomum loureiroi).

## Habitat
O género está presente nos Himalaias e outras áreas montanhosas, bem como nas florestas húmidas das regiões de montanha de clima tropical ou subtropical, nas florestas tropicais secundárias, nos vales e nas florestas mistas de árvores de coníferas e de folha caduca do sul da China, da Índia e do Sudeste Asiático. Algumas espécies, como Cinnamomum camphora, toleram a seca.

## Interesse económico
O principal produto de interesse económico obtido a partir de espécies do género Cinnamomum é a  canela, uma especiaria obtida da parte interna do ritidoma dos ramos juvenis de diversas espécies do género. A principal espécie utilizada, e considerada a produtora da melhor canela, é Cinnamomum verum (anteriormente conhecida por C. zeylanicum, nativa do Ceilão, mas na actualidade cultivada também em outras regiões tropicais da Ásia e das Caraíbas. Outros tipos de canela são obtidos a partir de espécies diferentes, como Canella winterana, uma planta da família Canellaceae procedente da América tropical. A canela apenas se extrai dos ramos rebrotados, comercializando-se em tiras como aromatizante em comidas, licores, pastéis e perfumes, sendo os seus óleos essenciais de interesse medicinal.
A canforeira, Cinnamomum camphora, é uma árvore ornamental oriunda da China, Japão e Taiwan, mais conhecida pelo valor da sua madeira, da qual se extrai por destilação a cânfora (ou canfanona), que actualmente também se obtém por via sintética. Trata-se de um óleo, sólido à temperatura ambiente, de grande importância em medicina, perfumaria e no fabrico de celulóide.
Outro produto de interesse económico é a cássia genuína, um produto sem qualquer relação com o género Cassia, que é produtor de sen, que se obtém a partir de Cinnamomum cassia e, em menor medida, de Cinnamomum tamala e de Cinnamomum burmannii, árvores oriundas da Birmânia cuja casca seca se comercializa em forma de tiras ou filamentos.

## Taxonomia
O género foi descrito por Jacob Christian Schäffer e publicado em  Botanica expeditior 74. 1760. A espécie tipo é Cinnamomum zeylanicum Blume (sin.: C. verum).
A etimologia do nome genérico Cinnamomum assenta no vocábulo do grego kinnamon ou kinnamomon, que significa «madeira doce». Este termo grego provavelmente provém do hebraico quinamom, o qual tem origem numa versão anterior ao termo kayumanis, que nas línguas da Malásia e Indonésia também significa «madeira doce».

## Espécies

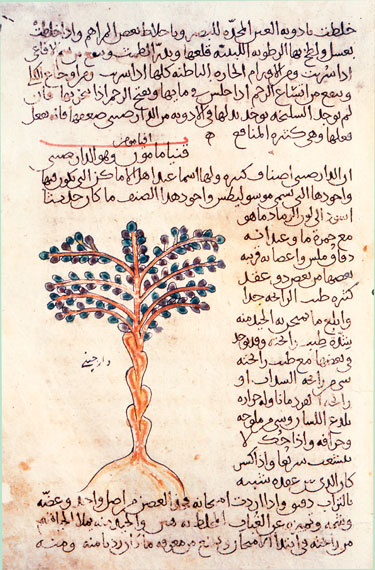
Caneleira numa ilustração de um manuscrito árabe do século X.

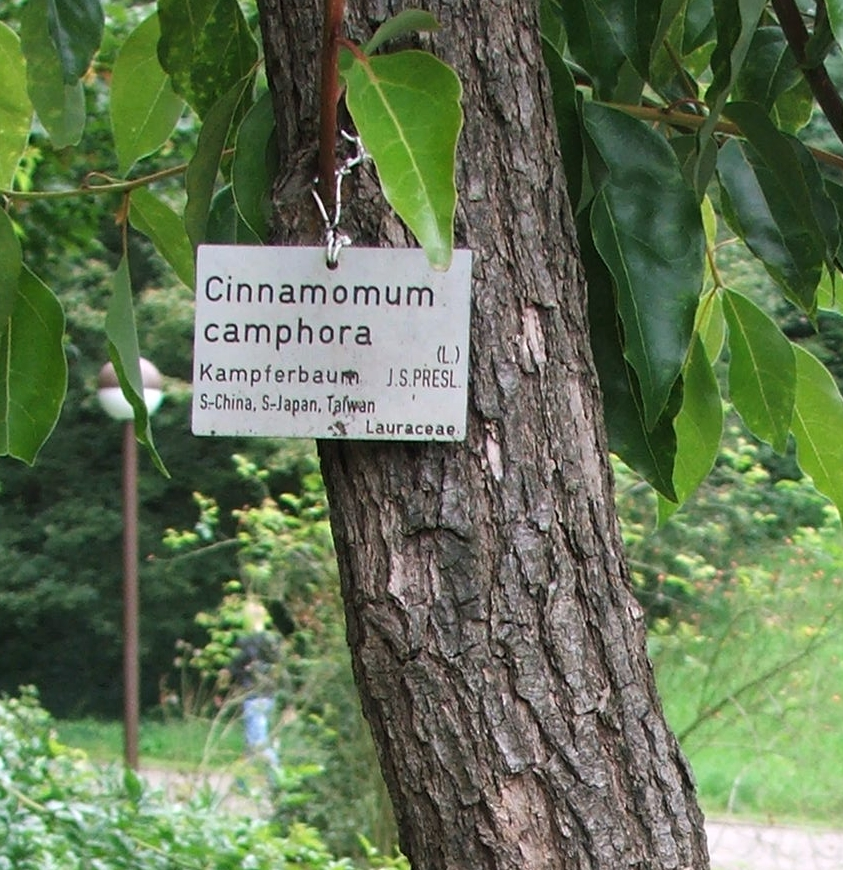
Casca de Cinnamomum camphora.

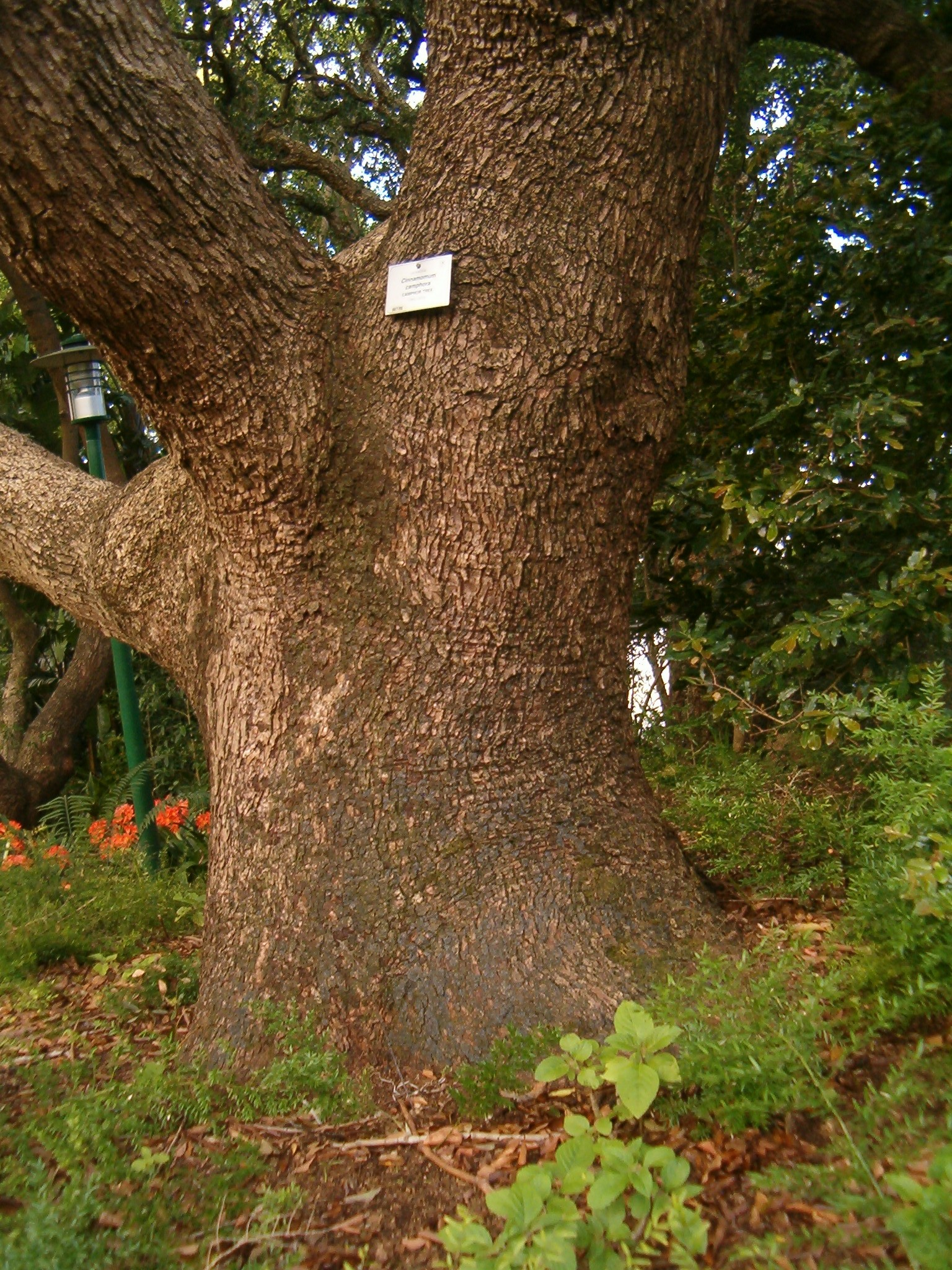
Tronco de um exemplar adulto de Cinnamomum camphora (Jardim Botânico de Kirstenbosh).

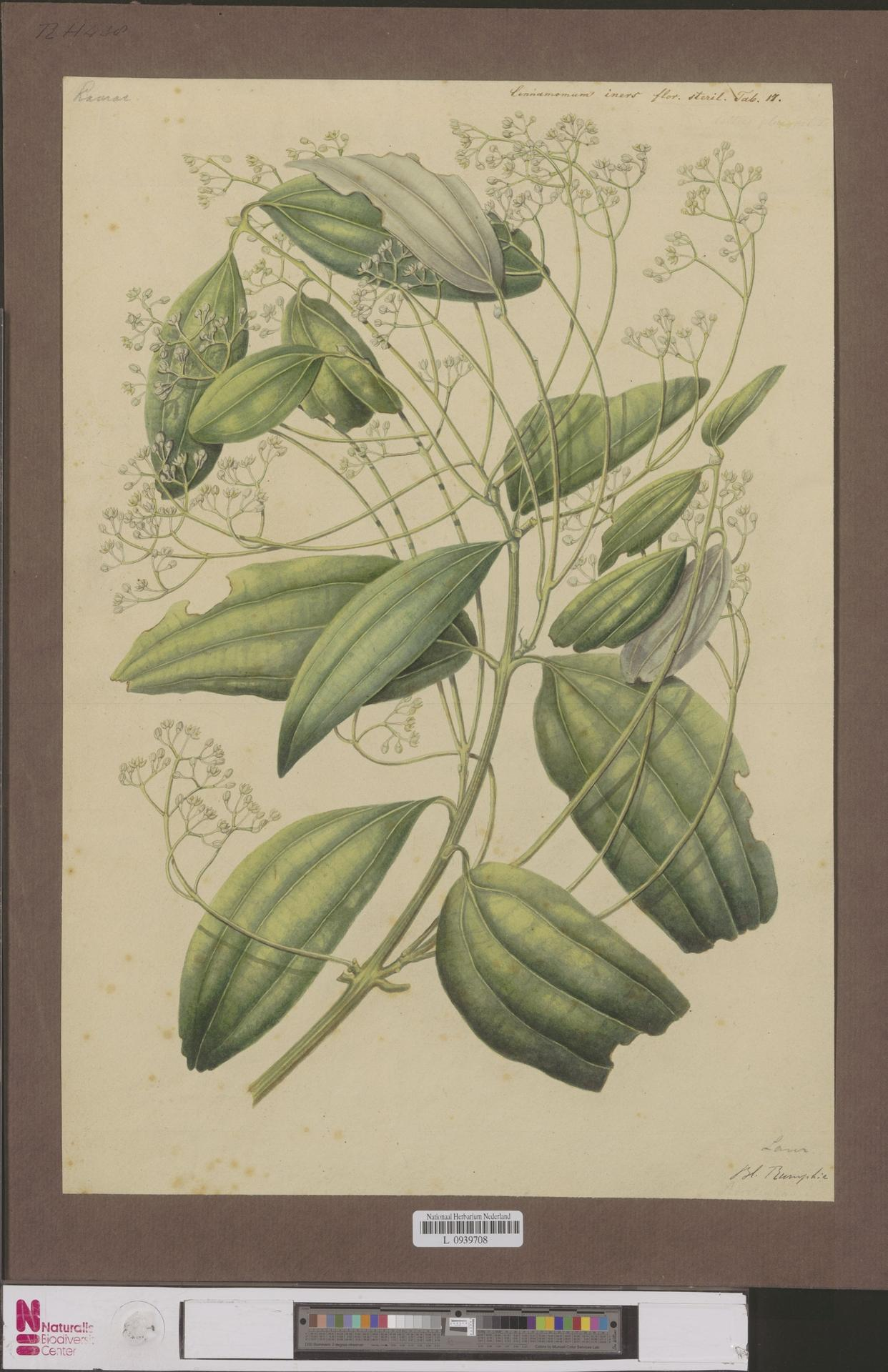
Ilustração mostrando Cinnamomum iners Reinwardt. ex Blume, por J.C.P.Arckenhausen, ~1835.

O número de espécies integradas no género Cinnamomum varia, segundo os autores, de 250 a 370, com a maioria a apontar um número em torno das 300 espécies. Entres estas espécies contam-se algumas com grande importância comercial.
As espécies Cinnamomum parthenoxylon e Cinnamomum camphora são grandes árvores (megafanerófitos) perenifólias que crescem até aos 30 m de altura e 3 m de diâmetro, com copas largas e ovaladas. Os rebentos terminais são engrossados, ovóides ou globulares, recobertos por escamas seríceas. O ritidoma (casca) é castanho-amarelado, com fissuração vertical irregular. Os ramos apresentam ritidoma castanho claro e são cilíndricos e glabros.
A casca interna de várias espécies é usada para produzir a especiaria comercializada sob o nome de «canela». Outras espécies notáveis são C. tamala, usado para a produção do tempero conhecido por malabathrum (também conhecido por tejpat ou louro-indiano), e C. camphora, de cuja madeira é produzida a cânfora.
A seguinte lista, não exaustiva, lista as espécies consideradas como validamente descritas:
- Cinnamomum acuminatifolium
- Cinnamomum acuminatissimum
- Cinnamomum acutatum
- Cinnamomum africanum
- Cinnamomum aggregatum
- Cinnamomum alainii
- Cinnamomum alatum
- Cinnamomum albiflorum
- Cinnamomum alcinii
- Cinnamomum alexei
- Cinnamomum alibertii
- Cinnamomum alternifolium
- Cinnamomum altissimum
- Cinnamomum ammannii
- Cinnamomum amoenum
- Cinnamomum amplexicaule
- Cinnamomum amplifolium
- Cinnamomum anacardium
- Cinnamomum andersonii
- Cinnamomum angustifolium
- Cinnamomum angustitepalum
- Cinnamomum antillarum
- Cinnamomum appelianum
- Cinnamomum arbusculum
- Cinnamomum archboldianum
- Cinnamomum areolatocostae
- Cinnamomum areolatum
- Cinnamomum arfakense
- Cinnamomum argenteum
- Cinnamomum arsenei
- Cinnamomum asa-grayi
- Cinnamomum assamicum
- Cinnamomum aubletii
- Cinnamomum aureo-fulvum
- Cinnamomum australe
- Cinnamomum austro-sinense
- Cinnamomum austro-yunnanense
- Cinnamomum bahianum
- Cinnamomum bahiense
- Cinnamomum baileyanum
- Cinnamomum baillonii
- Cinnamomum balansae
- Cinnamomum bamoense
- Cinnamomum barbato-axillatum
- Cinnamomum barbeyanum
- Cinnamomum barlowii
- Cinnamomum bartheifolium
- Cinnamomum barthii
- Cinnamomum bazania
- Cinnamomum beccarii
- Cinnamomum bejolghota
- Cinnamomum bengalense
- Cinnamomum biafranum
- Cinnamomum bintulense
- Cinnamomum birmanicum
- Cinnamomum blumei
- Cinnamomum bodinieri
- Cinnamomum bonii
- Cinnamomum bonplandii
- Cinnamomum borneense
- Cinnamomum bourgeauvianum
- Cinnamomum boutonii
- Cinnamomum brachythyrsum
- Cinnamomum bractefoliaceum
- Cinnamomum burmannii - canela-indonésia
- Cinnamomum camphora - canforeira
- Cinnamomum cassia - (=C. aromaticum) canela-chinesa ou cássia
- Cinnamomum caudiferum
- Cinnamomum chartophyllum
- Cinnamomum citriodorum - canela-do-malabar
- Cinnamomum contractum
- Cinnamomum dubium - canela-silvestre
- Cinnamomum elegans
- Cinnamomum filipes
- Cinnamomum glanduliferum
- Cinnamomum glaucescens
- Cinnamomum ilicioides
- Cinnamomum impressinervium
- Cinnamomum iners
- Cinnamomum japonicum - (=C. pedunculatum) canela-japonesa
- Cinnamomum javanicum
- Cinnamomum jensenianum
- Cinnamomum kanehirae - (canforeira niu zhang (chinês: 牛樟); endémica em Taiwan)
- Cinnamomum kotoense
- Cinnamomum kwangtungense
- Cinnamomum liangii
- Cinnamomum longepaniculatum
- Cinnamomum longipetiolatum
- Cinnamomum loureiroi - (canela-de-saigão)
- Cinnamomum mairei
- Cinnamomum micranthum
- Cinnamomum migao
- Cinnamomum mercadoi Vidal - (kalingag)
- Cinnamomum mollifolium
- Cinnamomum oliveri
- Cinnamomum osmophloeum - (pseudocanela)
- Cinnamomum ovalifolium
- Cinnamomum parthenoxylon - (mreah prew phnom, kayu gadis, telasihan, huang zhang (chinês: 黃樟))
- Cinnamomum pauciflorum
- Cinnamomum philippinense
- Cinnamomum pingbienense
- Cinnamomum pittosporoides
- Cinnamomum platyphyllum
- Cinnamomum porphyrium
- Cinnamomum porrectum
- Cinnamomum reticulatum
- Cinnamomum rigidissimum
- Cinnamomum saxatile
- Cinnamomum septentrionale
- Cinnamomum sinharajaense
- Cinnamomum sintoc Blume
- Cinnamomum subavenium
- Cinnamomum tamala - (tejpat, louro-indiano ou malabathrum)
- Cinnamomum tenuipilum
- Cinnamomum tonduzii (Mez) Kosterm., denominada na Costa Rica aguacatillo[4]
- Cinnamomum tonkinense
- Cinnamomum triplinerve
- Cinnamomum tsangii
- Cinnamomum tsoi
- Cinnamomum validinerve
- Cinnamomum verum - (canela, canela-do-ceilão ou canela-verdadeira)
- Cinnamomum virens - (sassafrás, leste da Austrália)
- Cinnamomum wilsonii

## Galeria

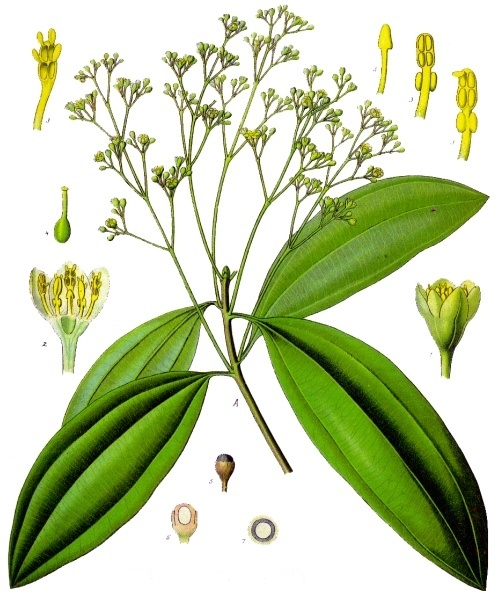
C. cassia (sin.: C. aromaticum).
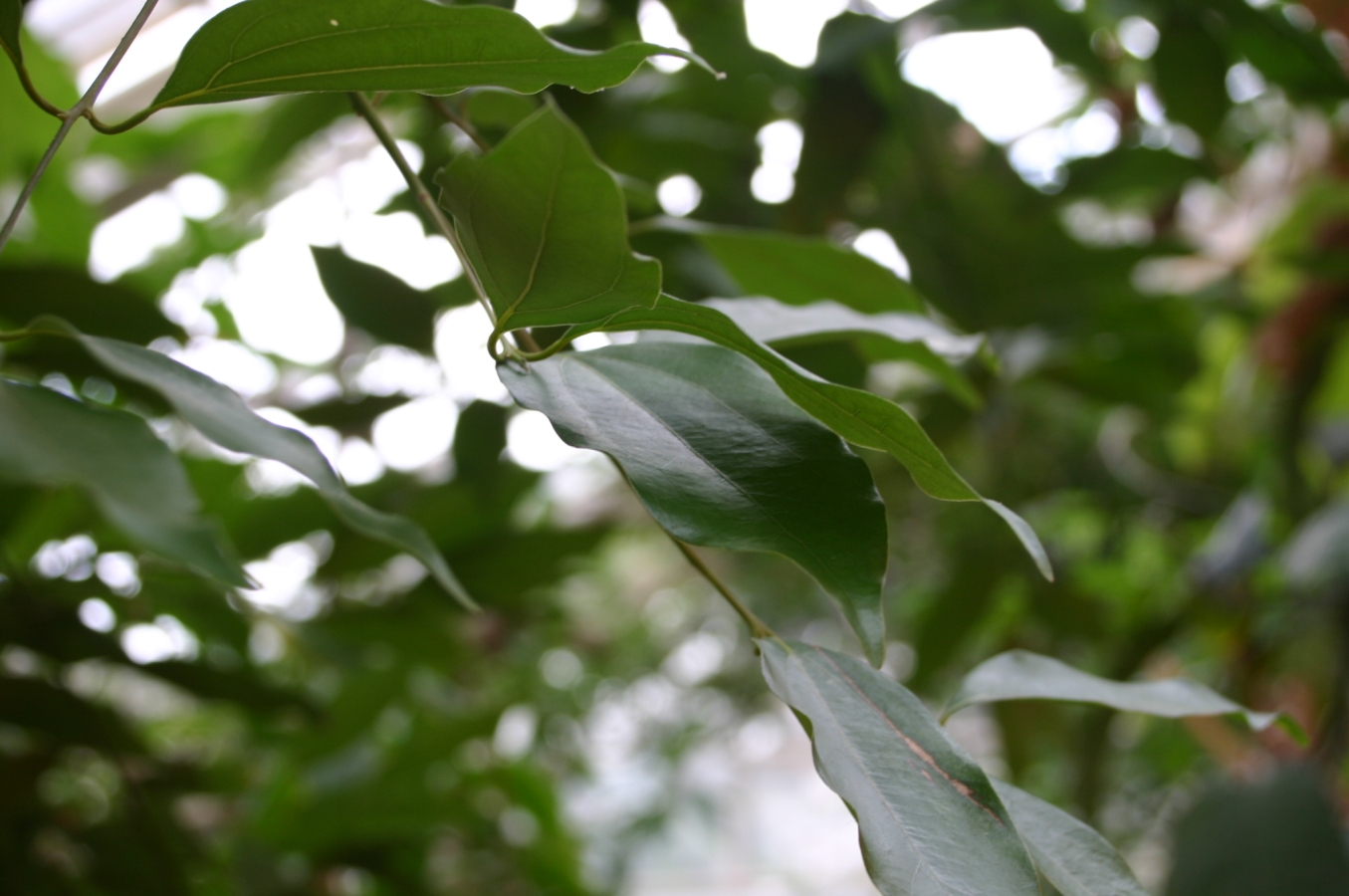
C. verum.
Folhas de C. verum.
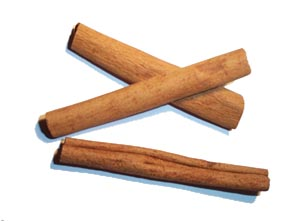
C. verum, casca seca (canela).
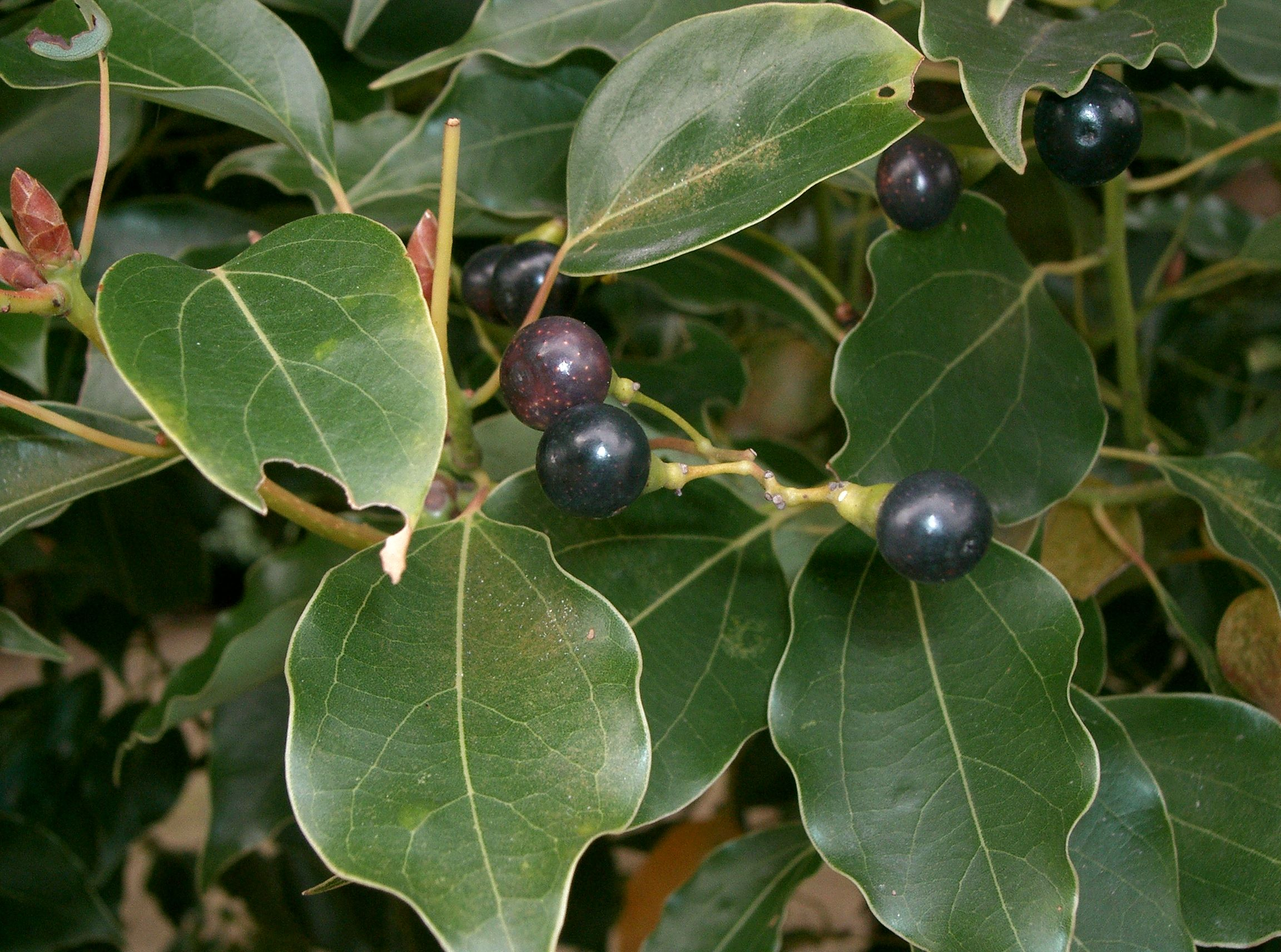
C. camphora.
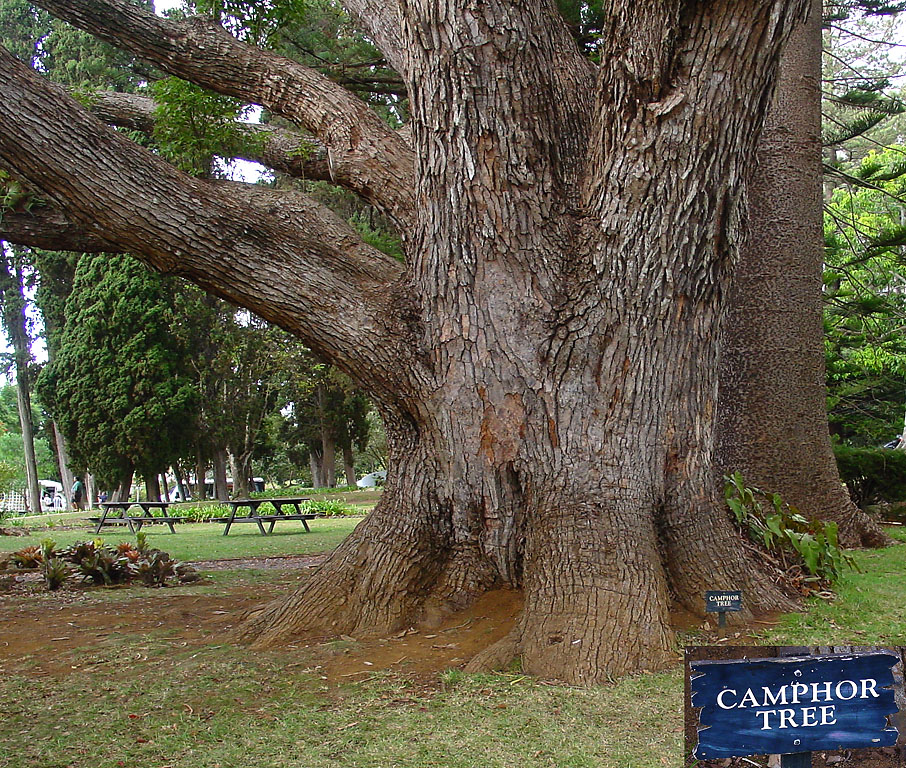
C. camphora.